# Henry Revell Reynolds

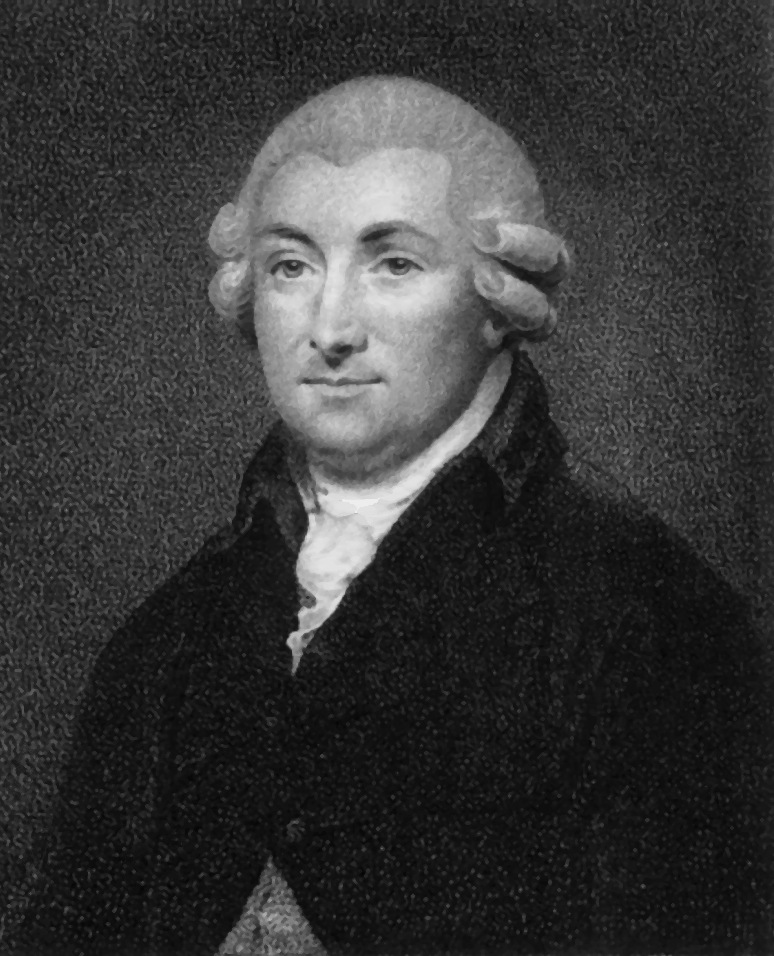
Henry Revell Reynolds

Henry Revell Reynolds (* 26. September 1745; † 22. Oktober 1811) war ein britischer Arzt.

## Leben
Reynolds wurde einen Monat nach dem Tod seines Vaters in Laxton, Nottinghamshire, als Sohn von John Reynolds geboren und von seinem Großonkel mütterlicherseits, Henry Revell aus Gainsborough, Lincolnshire, erzogen. Er wurde an die Beverley Grammar School geschickt und ging von dort am 17. März 1763 zum Lincoln College der Universität Oxford. Er wechselte zum Trinity College der Universität Cambridge und absolvierte nach seinem weiteren Studium in Edinburgh in Cambridge den Doktor der Medizin im Jahre 1773.
Er praktizierte zuerst in Guildford, Surrey, und heiratete dort im April 1770 Elizabeth Wilson. Man riet ihm, sich in London niederzulassen, und im Sommer 1772 bezog er ein Haus in der Lamb’s Conduit Street. Am 30. September 1773 wurde er zum Kandidaten des Royal College of Physicians zugelassen und am 30. September 1774 zum Fellow gewählt. Er war 1774, 1778, 1782, 1784, 1787 und 1792 einer der Zensoren des College und war dessen Standesbeamter von 1781 bis 1783. Er ließ seine Reden nicht drucken. Später wurde er am 13. Juli 1773 zum Arzt des Middlesex-Krankenhauses gewählt und trat 1777 zurück, als er zum Arzt des St Thomas’ Hospital gewählt wurde. Dies dauerte bis 1783, als er zurücktreten musste, da seine Privatpraxis umfangreiche Zeit beanspruchte.
1788 behandelte er erstmals König Georg III. 1797 wurde er als Physician-extraordinary und 1806 als Physician-in-ordinary dessen Leibarzt.
Er starb am 22. Oktober 1811 in seinem Haus am Bedford Square in London und wurde auf dem St.-James’s-Friedhof an der Hampstead Road beigesetzt. Er war sehr mit dem Royal College of Physicians verbunden. In seiner eigenen Praxis war er bekannt für seine große Umsichtigkeit.